# Сатурн (телеканал)
«Сатурн» — закритий бучанський місцевий телеканал.

## Історія
Студію «Сатурн» було створено 1989 року у містечку Буча за 15 км від Києва. Сигнал розповсюджувався на смт. Буча, м. Ірпінь та прилеглі райони Києва. Як і всі телекомпанії, які розпочинали тоді, «Сатурн» будував своє мовлення на ретрансляції західних телеканалів — ретранслював «Super Channel» та «Eurosport». Перший період існування телекомпанії для прийому програм зі супутника використовувалася, за свідченнями очевидців, військова апаратура телекомпанії, що дісталася по конверсії. Зокрема, супутниковий комплект з ручним управлінням: у випадку, якщо антену треба було терміново підлаштувати, співробітник компанії повинен був у будь-яку погоду лізти на дах та крутити ручку.
У 2000 році телекомпанія збудувала телевізійну вежу для підняття сигналу вище, оскільки з Бучі покривалася лише територія західної частини Києва. 
До 2002 року в перервах між трансляцією своїх передач телеканал ретранслював програмний продукт телеканалу «АСТ-Прометей» та телеканалу «E! Entertainment». 
З осені 2002 до лютого 2003 року йшла ретрансляція телеканалу «Євроспорт-Україна». 
Ближче до середини 2000-х років було укладено договори про ретрансляцію з російськими телеканалами «ТВЦ» та «REN-TV».
Телеканал змінював частоти з 34 каналу на 23-й і врешті зупинився на 27 ДМВ телеканалі. А після невеликого посилення потужності передавача програми «Сатурна» стали доступні не лише мешканцям Бучі та прилеглих сіл, а й деяким мешканцям західних околиць Києва.
Свій власний ефір, станом на 2004 рік, розпочинався о 17:00 і тривав до 1:00. Він складався з кількох передач, документальних та художніх фільмів
У травні 2005 «Сатурн» розпочав ретрансляцію донецького каналу «КРТ», а оскільки це не було прописано в умовах ліцензії, то канал за це отримав перевірку від Нацради. Втім, ретрансляція продовжилась. І враховуючи, що «КРТ» мовить цілодобово, а «Сатурн» на 27 каналі мав лише 8 годин мовлення, то на цю ж телевізійну частоту було проліцензовано ще 16 годин для ТОВ «ТРК „Академія“».
У грудні 2011 року на деякий час ретрансляція «КРТ» змінилась на «UBC».
22 березня 2012 року бучанські телеканали «Академія» і «Сатурн», які разом мовили на 27ТВК у Бучі Київської області, перенесли частоту до Києва та збільшили потужність передавача удвічі — з 1 кВт до 2 кВт. Таким чином, у Києві з'явився ще один ефірний телеканал.
Крім технічних змін до ліцензій ТРК «Академія» і ТРК «Сатурн» додалась зміна директора — ним став Віктор Павленко (директор ТРК «Купол», яка з 22 лютого того ж року мовила з логотипом «Business Kyiv»). Раніше у «Академії» та «Сатурна» були різні директори. У телекомпанії «Сатурн», до того ж, змінився ще й власник. Ним стало ТОВ «Телеканал-100» (телеканал «UBC», який змінив назву на «Business»). Раніше власниками були Українсько-російське ТОВ «Міжнародна фінансова агенція» (м. Київ), ТОВ «ТЛС-100» (м. Київ) і Томко Олександр Олександрович. У ТРК «Академія» власниками залишилися ТОВ «ТЛС-100» і Томко Олександр Олександрович. ТОВ «ТЛС-100» є власником ТОВ «Телеканал-100» (канал «UBC»/«Business»). Тобто відбулася не зміна, а реструктуризація власності телекомпанії «Сатурн».
14 серпня 2012 року телекомпанії «Академія» і «Сатурн» змінили логотипи на «КРТ Київ» та «КРТ місто». Таким чином, «КРТ» отримав можливість легально мовити в ефірному телебаченні Києва, а також можливість обов'язково транслюватись в кабельних мережах міста згідно Універсальної Програмної Послуги.

## Логотип
Офіційний логотип почав використовуватись з 2011 року, коли канал почав привертати увагу ЗМІ. 
До цього логотипом в ефірі була планета Сатурн, нахилена кільцями в ліву сторону. До 2005 року логотип знаходився у правому нижньому куті екрану. 
З 2005 року, початку ретрансляції «КРТ», логотип ТРК «Сатурн» перемістився у правий верхній кут і знаходився на фоні клаптика зоряного неба, яким прикривався логотип оригінальної телекомпанії. 
У ТРК «Академія» логотипом була літера «А» на тому ж фоні.
З кінця листопада 2011 року і до ребрендингу логотипи обох телекомпаній були у вигляді білого прямокутника, на якому, нібито намальовані в Paint, були офіційні логотипи: напис «САТVРН» (див. знімок екрану), або літера «А» на щиті (див. знімок екрану).
Після ребрендингу в «КРТ Київ»/«КРТ місто» під логотипом «КРТ» були відповідні написи білим шрифтом (див. знімок екрану).